# Ford Racing (serie)
Ford Racing es una serie de videojuegos de carreras consistiendo en títulos lanzados para varias plataformas, Incluyendo la PlayStation, PlayStation 2, Windows (PC) y Xbox. Los juegos en la serie Ford Racing se centran alrededor de carreras de autos y camionetas Ford modernos y vintages por pistas específicamente diseñadas, aunque compitiendo contra oponentes conductores IA (y a veces jugadores). La serie empieza con el lanzamiento de Ford Racing en el 2000. El último juego, titulado Ford Racing: Off Road, fue lanzado en 2008; en el juego aparece la adición de vehículos de Land Rover, la cual fue poseída por Ford con el tiempo.

## Ford Racing
Ford Racing se lanzó para PC en noviembre de 2000, seguido de una versión de PlayStation lanzada en enero de 2001. Elite Systems desarrolló la versión para PC, mientras que Toolbox Design desarrolló la Versión de PlayStation. Ambas versiones fueron publicadas por Empire Interactive. El juego cuenta con 12 vehículos Ford tanto de los Estados Unidos como de Europa, y 10 pistas. El juego incluye un modo carrera con diferentes tipos de tracción y la posibilidad de actualizar los coches con varias mejoras.

## Ford Racing 2
Ford Racing 2 fue lanzado el 28 de octubre de 2003 para PlayStation 2 (PS2), seguido de lanzamientos para PC y Xbox más tarde ese año. Gotham Games y Razorworks desarrollaron el juego, que fue publicado por Empire Interactive y Take-Two Interactive. Fue lanzado para Mac OS X en octubre de 2004 por Feral Interactive.  La segunda parte incluye 30 vehículos Ford, más de 6 pistas de carreras, la capacidad de competir cara a cara, más de 30 desafíos y otras características.

## Ford Racing 3
Ford Racing 3  se lanzó en Europa el 29 de octubre de 2004, seguido de un lanzamiento en Estados Unidos el año siguiente. El juego fue lanzado para PC, PS2, Xbox, Game Boy Advance (GBA) y Nintendo DS. Visual Impact Productions desarrolló las versiones GBA y DS, mientras que Razorworks desarrolló las otras versiones. Empire Interactive y  Global Star Software lo publicaron. El juego incluye 55 diferentes tipos de vehículos Ford, de los cuales hay clases deportivos, todoterreno, clásicos, modernos y los modelos T y A que son los dos primeros vehículos de la compañía, todos los vehículos están disponibles para la carrera, dependiendo del circuito. El juego también cuenta con 11 tipos de carrera, 26 pistas diferentes, 28 desafíos, 14 copas de competición y la opción multijugador tanto en pantalla dividida o de conexión en la red.

## Ford Mustang: The Legend Lives
Ford Mustang: The Legend Lives, con solo Ford Mustangs, fue el siguiente juego de la serie. Fue desarrollado por Eutechnyx y publicado por 2K Games, y lanzado para PS2 y Xbox en abril de 2005. El juego presenta 40 vehículos Mustang que datan de 1964. El juego presenta tres modos de juego para un jugador e incluye 22 carreras pistas ambientadas en siete ciudades de Estados Unidos.

## Ford Racing: Full Blown
En enero de 2006, Empire Interactive anunció que se había asociado con Sega Amusements Europe para desarrollar un juego de arcade basado en la serie, titulado Ford Racing Full Blown. El juego fue lanzado en Europa en marzo de 2006.

## Ford Street Racing
Ford Street Racing, desarrollado por Razorworks, fue lanzado en 2006, para PC, PS2, PlayStation Portable (PSP) y Xbox. La versión para PSP fue publicada por Eidos Interactive, mientras que las otras versiones fueron publicadas por Empire Interactive.

## Ford Racing: Off Road
Ford Racing Off Road, lanzado fuera de los Estados Unidos como Off Road, es el último juego de la serie, lanzado en 2008 para PC, PS2, PSP y Wii. Off Road fue desarrollado por Razorworks y publicado por Empire Interactive. El juego dispone de 18 vehículos Land Rover y Ford, 24 pistas detalladas y 3 entornos diferentes (desierto, agua y hielo). El juego también ofrece en tiempo real sobre la marcha del vehículo, reparar el daño e inalámbricas (WLAN)  y multijugador.